# Belomys
Belomys és un gènere d'esquirols voladors originaris del sud i sud-est d'Àsia. L'única espècie vivent d'aquest grup és l'esquirol volador de peus peluts (B. pearsonii), que viu a Bhutan, la Xina, l'Índia, Laos, Myanmar, el Nepal, Taiwan, Tailàndia i el Vietnam. També s'hi han classificat dues espècies extintes: B. parapearsoni, del Pliocè superior de la Xina, i B. thamkaewi, del Plistocè mitjà i superior de Tailàndia.